# NGC 5313
NGC 5313 (również PGC 49069 lub UGC 8744) – galaktyka spiralna (Sb), znajdująca się w gwiazdozbiorze Psów Gończych. Odkrył ją William Herschel 14 stycznia 1788 roku.